# Tetrastichus longifimbriatus
Tetrastichus longifimbriatus är en stekelart som beskrevs av Masi 1917. Tetrastichus longifimbriatus ingår i släktet Tetrastichus och familjen finglanssteklar.
Artens utbredningsområde är Seychellerna. Inga underarter finns listade i Catalogue of Life.